# Diocese de Gaspé
A Diocese de Gaspé (Dioecesis Gaspesiensis) é uma diocese localizada na cidade de Gaspé, na província de Quebec, pertencente a Arquidiocese de Rimouski no Canadá. Foi fundada em 1922 pelo Papa Pio XI. Com uma população católica de 74.654 habitantes, sendo 82,3% da população total, possui 64 paróquias com dados de 2018.

## História
Em 5 de maio de 1922 o Papa Pio XI cria a Diocese de Gaspé a partir do território da então Diocese de Rimouski, futura arquidiocese. 

## Lista de bispos
A seguir uma lista de bispos desde a criação da diocese em 1922. 
|                 | Nome                                   | Período         | Notas                           |
| Bispos de Gaspé | Bispos de Gaspé                        | Bispos de Gaspé | Bispos de Gaspé                 |
| --------------- | -------------------------------------- | --------------- | ------------------------------- |
| 10º             | Claude Lamoureux                       | 2023            |                                 |
| 9º              | Gaétan Proulx, O.S.M.                  | 2016 - 2023     | Renunciou por idade             |
| 8º              | Jean Gagnon                            | 2002 - 2016     |                                 |
| 7º              | Raymond Dumais                         | 1993 - 2001     |                                 |
| 6º              | Bertrand Blanchet                      | 1973 - 1992     | Nomeado arcebispo de Rimouski   |
| 5º              | Joseph Gilles Napoléon Ouellet, P.M.E. | 1968 - 1973     |                                 |
| 4º              | Jean-Marie Fortier                     | 1965 - 1968     | Nomeado arcebispo de Sherbrooke |
| 3º              | Paul Bernier                           | 1957 - 1964     | Arcebispo (título pessoal)      |
| 2º              | Albini LeBlanc                         | 1945 - 1957     | Faleceu no cargo                |
| 1º              | François-Xavier Ross                   | 1922 - 1945     | Faleceu no cargo                |